# Alexandre et sa journée épouvantablement terrible et affreuse
Pour plus de détails, voir Fiche technique et Distribution.
Alexandre et sa journée épouvantablement terrible et affreuse ou Alexandre et sa journée épouvantablement terrible, horrible et affreuse au Québec (Alexander and the Terrible, Horrible, No Good, Very Bad Day) est une comédie américaine écrite par Lisa Cholodenko et Rob Lieber, réalisée par Miguel Arteta et co-produite par Walt Disney Pictures et The Jim Henson Company, sortie en 2014.

## Synopsis
Alexandre a onze ans quand il vit le jour le plus épouvantable de sa jeune vie. Un jour qui commence par la gomme coincée dans ses cheveux, suivi par une calamité après l'autre. Mais quand Alexandre parle à sa famille des mésaventures de son jour désastreux, il trouve peu de sympathie et commence à se demander si de mauvaises choses n'arrivent qu'à lui. Il apprend bientôt qu'il n'est pas le seul quand son frère, sa sœur, sa mère et son père font la découverte eux-mêmes qu'ils vivent leur propre épouvantable, horrible et très mauvais jour.

## Fiche technique
- Titre original : Alexander and the Terrible, Horrible, No Good, Very Bad Day
- Titre français : Alexandre et sa journée épouvantablement terrible et affreuse
- Titre québécois : Alexandre et sa journée épouvantablement terrible, horrible et affreuse
- Réalisation : Miguel Arteta
- Scénario : Lisa Cholodenko et Rob Lieber
- Musique : Christophe Beck
- Directeur de la photographie : Terry Stacey
- Sociétés de production : 21 Laps Entertainment, The Jim Henson Company, Land of Plenty Productions et Walt Disney Pictures
- Budget :  28 000 000 $
- Pays d'origine : États-Unis
- Langue : anglais
- Genre : comédie
- Durée : 81 minutes
- Dates de diffusion : 
  - États-Unis : 10 octobre 2014
  - France : 26 septembre 2015 (Diffusion TV)

## Distribution

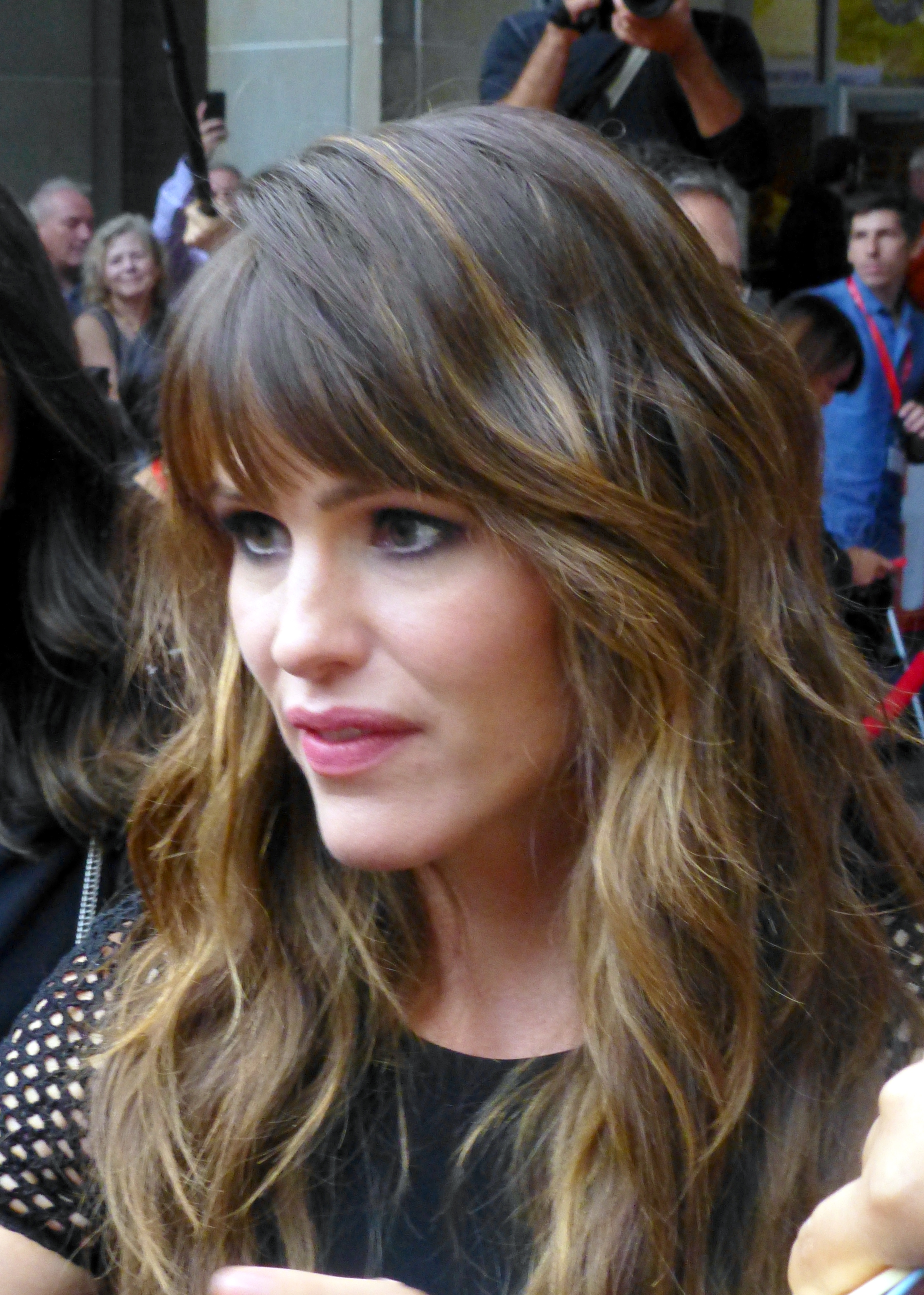
L’un des acteurs principaux Jennifer Garner, l'année de la sortie du film.

- Ed Oxenbould (VF : Victor Biavan ; VQ : Xiao-Yi Hernan) : Alexandre Cooper
- Steve Carell (VF : Constantin Pappas ; VQ : François Godin) : Ben, le père d'Alexandre
- Jennifer Garner (VF : Laura Blanc ; VQ : Aline Pinsonneault) : Kelly, la mère d'Alexandre
- Dylan Minnette (VF : Alexandre Nguyen ; VQ : Alexandre Bacon) : Anthony, le grand frère d'Alexandre
- Kerris Dorsey (VF : Lisa Caruso ; VQ : Léa Coupal) : Emily, la grande sœur d'Alexandre
- Sidney Fullmer (VQ : Marguerite D'Amour) : Becky Gibson
- Bella Thorne (VF : Claire Baradat ; VQ : Catherine Brunet) : Celia
- Megan Mullally (VF : Brigitte Aubry ; VQ : Élise Bertrand) : Nina
- Toni Trucks (VF : Marie Millet-Giraudon) : Steph
- Donald Glover (VF : Pascal Nowak ; VQ : Gabriel Lessard) : Greg
- Alex Désert (VF : Serge Faliu ; VQ : Pierre-Étienne Rouillard) : M. Rogue
- Joel Johnstone (VF : Benoît Du Pac ; VQ : François-Simon Poirier) : Logan
- Dick Van Dyke (VF : Patrick Préjean ; VQ : Vincent Davy) : lui-même
- Jennifer Coolidge (VF : Carole Franck ; VQ : Marie-Andrée Corneille) : Mme Iracena Suggs
- Samantha Logan (VF : Cindy Lemineur) : Heather

- Version française
  - Studio de doublage : Dubbing Brothers
  - Direction artistique : Patricia Legrand
  - Adaptation : Christine de Chérisey